# Валовий національний продукт
Валовий національний продукт (ВНП) — сукупність усіх вироблених у країні товарів та наданих послуг за рік незалежно від розташування національних підприємств. Цей показник стали використовувати в колишньому СРСР, у тому числі в Україні, з 1987 року. Він характеризує кінцеве споживання матеріальних благ і послуг, кінцеві результати економічної діяльності у сфері матеріального і нематеріального виробництва; позбавлений повторного рахунку (на відміну від показника валового суспільного продукту, який до 1986 року використовувався в СРСР), а отже, дає змогу зіставити обсяг перенесеної та новоствореної вартості у складі річного продукту.
З 1993 р. у Системі національних рахунків ВНП має назву Валовий національний дохід.

## Методи розрахунку ВНП
ВНП = ВВП + Сальдо первинних доходів, отриманих з-за кордону або переданих за кордон (до таких зазвичай відносять оплату праці, доходи від власності у вигляді дивідендів).
Існують 3 способи вимірювання ВНП (ВВП):
1. За витратами (метод кінцевого використання).
2. За доданою вартістю (виробничий метод).
3. За доходами (розподільчий метод).

При розрахунку ВНП за витратами підсумовуються витрати всіх економічних агентів, що використовують ВНП (домогосподарств, фірм, держави та іноземців). Фактично мова йде про сукупний попит на вироблений ВНП.
Сумарні витрати можна розкласти на декілька компонентів:
ВНП = Y = C + I + G + NX, де C — особисті споживчі витрати, які включають витрати домогосподарств на товари тривалого користування і поточного споживання, на послуги (крім витрат на покупку житла).
- I — валові приватні внутрішні інвестиції. Включають виробничі капіталовкладення (інвестиції в основні виробничі фонди), інвестиції в житлове будівництво та інвестиції в запаси (ТМЦ). Інвестиції розуміються як додавання до фізичного запасу капіталу. Придбання фінансових паперів (акцій, облігацій) не є інвестиціями. Термін «внутрішні інвестиції» означає, що це інвестиції, вироблені жителями даної країни (у тому числі витрати на імпортні товари). Термін «приватні» інвестиції означає, що вони не включають державні інвестиції. Термін «валові» означає, що з інвестицій не віднімається амортизація: Валові інвестиції = Чисті інвестиції + Амортизація. Зростання запасів враховується зі знаком «+», а зменшення зі знаком мінус.
- G — державні закупівлі товарів і послуг (будівництво та утримання шкіл, доріг, армії, витрати на національну оборону, зарплату державних службовців тощо). Сюди не входять трансфертні платежі. Державні трансферти — це виплати, не пов'язані з рухом товарів і послуг. Вони перерозподіляють доходи держави через допомогу, пенсії, виплати по соціальному страхуванню.
- NX — чистий експорт. Він дорівнює різниці вартісних обсягів експорту та імпорту. Якщо країна експортує більше, ніж імпортує, то на світовому ринку вона виступає «нетто-експортером», а ВНП перевищує обсяг внутрішніх витрат. Якщо ж імпортує більше, то є «нетто-імпортером», величина чистого експорту є негативною. Сума витрат перевищує обсяг виробництва.

Дане рівняння ВНП називають основною макроекономічною тотожністю або тотожністю національних рахунків.
При підрахунку ВНП виробничим методом підсумовується вартість, додана на кожній стадії виробництва кінцевого продукту.
Додана вартість (ДВ) — це різниця між вартістю продукції, виробленої фірмою, і вартістю проміжних продуктів, придбаних фірмою.
Величина ВНП у цьому випадку являє собою суму доданої вартості всіх фірм виробників. Цей метод дозволяє врахувати внесок різних фірм і галузей у створення ВНП.
ВНП = Σ Додана вартість + Непрямі податки — Державні субсидії.
Для економіки в цілому сума всій ДС повинна дорівнювати вартості кінцевих товарів і послуг.
При розрахунку ВНП за доходами підсумовуються всі види факторних доходів (зарплата, рента,%), а також 2 компонента, що не є доходами: амортизаційні відрахування і чисті непрямі податки на бізнес (податки мінус субсидії).
Існує зв'язок між показниками ВНП і ВВП: ВНП = ВВП + чисті факторні доходи з-за кордону.
Чисті факторні доходи з-за кордону — це різниця між доходами, отриманими громадянами даної країни за кордоном, і доходами іноземців, отриманими на території даної країни.
Якщо ВНП перевищує ВВП, значить, жителі даної країни отримують за кордоном більше, ніж іноземці заробляють в даній країні.
За способом отримання доходу в складі ВНП виділяють такі види факторних доходів:
- компенсації працівникам за наймом (зарплата, премії);
- доходи власників;
- рентні доходи;
- прибуток корпорацій (що залишається після оплати праці та % за кредит; в ній виділяють дивіденди акціонерів, нерозподілений прибуток і податок на прибуток);
- чистий % (різниця між процентними платежами фірм іншим секторам економіки і процентними платежами, отриманими фірмами від інших секторів — домогосподарств та держави).

З трьох методів частіше використовуються виробничий і метод кінцевого використання.